# Josseaume de Reims
Josseaume de Reims (Reims, 762 - Reims 802) foi um nobre feudal da Alta Idade Média francesa.[carece de fontes?]

## Relações familiares
Era filho de Thierry de Reims (735 - 772) e neto de Garnier de Reims e de Rolanda de França. Do seu casamento com Ciligia, teve:
1. Remi de Reims. Casou-se com Arsinda de Ponthieu,[carece de fontes?] filha de Angilberto de Ponthieu e de Berta (c. 779 - c. 826), que era filha de Carlos Magno e de sua terceira mulher, Hildegarde.[2][3]